# Кензари, Марван
Марван Кензари (нидерл. Marwan Kenzari; род. 16 января 1983, Гаага, Нидерланды) — нидерландский актёр тунисского происхождения. Лауреат премии «Золотой телёнок» 2013 года в категории лучшая мужская роль.

## Биография
Кензари родился в голландском городе Гаага в тунисской семье. С 2008 года начал сниматься в кино и на телевидении Нидерландов. В 2009 году окончил Маастрихтскую театральную академию.
В 2013 году получил премию «Золотой телёнок» за роль в фильме «Волк», а в 2014 году получил награду «Восходящая звезда» на Берлинском кинофестивале.
В 2016 году снялся в нескольких англоязычных фильмах, включая «Бен-Гур». В 2018 году сыграл главную роль в биографическом фильме «Ангел» об израильском шпионе Ашрафе Марване. Кензари также сыграл роль могущественного колдуна-визиря Джафара в известном фильме-сказке режиссёра Гая Ричи «Аладдин», вышедшем в прокат в 2019 году.

## Фильмография
| Год  |   | Русское название                 | Оригинальное название        | Роль                   |
| ---- | - | -------------------------------- | ---------------------------- | ---------------------- |
| 2013 | ф | Волк                             | Wolf                         |                        |
| 2016 | ф | Автобан                          | Collide                      | Маттиас                |
| 2016 | ф | Обещание                         | The Promise                  | Эмре Оган              |
| 2016 | ф | Бен-Гур                          | Ben-Hur                      | Друз                   |
| 2017 | ф | Мумия                            | The Mummy                    | Малик                  |
| 2017 | ф | Тайна 7 сестёр                   | What Happened to Monday      | Эдриан Ноулз           |
| 2017 | ф | Убийство в «Восточном экспрессе» | Murder on the Orient Express | Пьер Мишель            |
| 2018 | ф | Ангел                            | The Angel                    | Ашраф Марван           |
| 2019 | ф | Аладдин                          | Aladdin                      | Джафар                 |
| 2019 | ф | Инстинкт                         | Instinct                     | Идрис                  |
| 2020 | ф | Бессмертная гвардия              | The Old Guard                | Джо                    |
| 2022 | ф | Чёрный Адам                      | Black Adam                   | Измаил Грегор / Саббак |
| 2023 | ф | Без ответа                       | Ghosted                      | Марко                  |
| 2024 | ф | Возвращение Одиссея              | The Return                   | Антиной                |